# 아흐메드 자키
아흐메드 자키(아랍어: أحمد زكي, 영어: Ahmed Zaki, 1949년 11월 18일 ~ 2005년 3월 27일)는 이집트의 배우이다.
이집트의 수도인 카이로에서 북쪽으로 약 76 km 정도 떨어진 곳에 위치한 자가지그 출신이다. 1967년에 자가지그 연극학교를 졸업했으며 1974년에는 카이로 고등연극학교를 졸업했다. 1999년 상하이 국제 영화제에서 금작상을 수상했다. 2005년 카이로에서 폐암으로 사망했다.

## 주요 출연 작품

### 영화
- 《침묵의 어린이들》 (Abnaa Al-Samt, 1974년)
- 《알렉산드리아는 왜?》 (Iskanderia.. lih?, 1980년)
- 《그와 그녀》 (Howa wa heya, 1985년)
- 《상등병》 (Al-Darga Al-Thalitha, 1988년)
- 《나세르 56》 (Nasser 56, 1996년)
- 《사다트의 날들》 (Ayyam El Sadat, 2001년)